# Дунавия
„Дунавия“ е вид българско краве сирене, разновидност на бялото саламурено сирене, което обаче се получава по съвсем различна технология.
Сиренето е с по-мека консистенция, съдържанието на белтъчини е около 17,3% (на обикновеното е около 16%), общата му масленост е около 21 % (на обикновеното е около 23%), съдържанието на готварска сол е 3,1% (на обикновеното е 4,5%).

## Технология
За производството на „Дунавия“ се използва прясно пълномаслено краве мляко, което се пастьоризира при 73 – 75 °с, охлажда се до 55 °с, след което се подлага на ултрафилтрация под налягане. Полученият концентрат отново се пастьоризира при около 80 °С, хомогенизира се под налягане, охлажда се до около 32 – 34 °с и към него се прибавят определено количество сирищна мая и подкваса от млечнокисели бактерии. Сиренето се оставя за около 24 ч. за предварително зреене, след което към него се прибавя около 3% готварска сол. Следва процес на осоляване и зреене. През първите 5-7 денонощия зреенето протича при температура 18 – 22 °С, а окончателното зреене, което продължава около 30 денонощия, се провежда при температура около 14 – 16 °С.